# خافيير ميخياس
خافيير ميخياس (بالإسبانية: Javier Mejías)‏ (و. 1983  م) هو راكب دراجة هوائية إسباني، ولد في مدريد، شارك في طواف إسبانيا.

## سباقات أو مراحل فاز بها
| التاريخ       | السباق                               | المركز                  |
| ------------- | ------------------------------------ | ----------------------- |
| 26 مايو 2012  | جراند بريكس دو بلومليك-موربيهان 2012 | المركز الثالث           |
| 03 مايو 2015  | طواف تركيا 2015                      | العاشر في التصنيف العام |
| 12 يونيو 2016 | 2016 طواف كوريا                      | المركز الثاني           |

## روابط خارجية
- خافيير ميخياس على موقع الاتحاد الدولي للدراجات (الإنجليزية)
- خافيير ميخياس على موقع أرشيف الدراجات (الإنجليزية)
- خافيير ميخياس على موقع إحصائيات الدراجات الإحترافية (الإنجليزية)
- خافيير ميخياس على موقع نسبة الدراجات (الإنجليزية)
- خافيير ميخياس على موقع CycleBase (الإنجليزية)